# Kebeh/Hwolozohn
Kebeh/Hwolozohn är en klan i Liberia.   Den ligger i regionen River Cess County, i den centrala delen av landet, 160 km sydost om huvudstaden Monrovia.